# Jossias Macamo
André Alberto Jossias Macamo (Maputo, 26 de janeiro de 1976) é um ex-futebolista e treinador de futebol moçambicano que atuava como meio-campista. Atualmente está sem clube.

## Carreira
Após jogar por Matchedje e Costa do Sol, Jossias foi contratado pelo Kaizer Chiefs em 2001. Vestindo a camisa 23, estreou no Vodacom Challenge (torneio de pré-temporada) e marcou 3 gols em seus 3 primeiros jogos com a camisa dos AmaKhosi (ele ainda marcaria outros 5 gols nas 5 partidas seguintes). Famoso por exibir mensagens por baixo da camisa do Kaizer Chiefs durante suas comemorações de gol, o meia considerou a passagem pelo clube como o ponto alto de sua carreira
Passou ainda por Dynamos Giyani e Moroka Swallows antes de voltar ao Costa do Sol em 2006, jogando 2 temporadas antes de se aposentar dos gramados.

## Seleção Moçambicana
Pela Seleção Moçambicana, Jossias disputou 58 partidas entre 1996 e 2005 e marcou 6 gols. Fez parte do elenco que jogou a Copa das Nações Africanas de 1998, atuando nas 3 partidas dos Mambas, que caíram ainda na fase de grupos.

## Pós-aposentadoria
Depois de encerrar a carreira de jogador, Jossias permaneceu no Costa do Sol como coordenador técnico, função que exerceu até 2010. Foi também auxiliar-técnico, treinador das categorias de base e chegou a ser técnico interino dos Canarinhos em 2022.

## Títulos
Costa do Sol
- Moçambola: 1999–2000, 2001, 2007
- Taça de Moçambique: 1997, 1999, 2000, 2007
- Supertaça de Moçambique: 1999–2000, 2000–2001, 2008

Kaizer Chiefs
- Vodacom Challenge: 2001[2]
- Taça MTN 8, 2001